# Sztrilich Ágnes
Sztrilich Ágnes (Budapest, 1942. december 2. – 2015. május 22.) a Szociális Testvérek Társasága volt elöljárója.

## Pályafutása
1942-ben született szülei ötödik gyermekeként. Édesapja Sztrilich Pál fogorvos, cserkészvezető, a magyar cserkésztiszt-képzés megszervezője, a Magyar Cserkész című folyóirat szerkesztője; édesanyja Csapody Hedvig, a Katolikus Lányok Országos Szövetségének elnöke volt.
Az ötvenes években a családját ért megpróbáltatások és az 1956-os forradalom lelkesítő napjai mély nyomot hagytak gyermeki lelkivilágában.
1957-től a Knézich utcai Patrona Hungariae katolikus leánygimnáziumban tanult. A gimnáziumi évek alatt versenyszerűen úszott, teniszezett és kosárlabdázott. Már középiskolás korában foglalkoztatta az a gondolat, hogy szerzetes nővér legyen. 1960-ban, miután betöltötte 18. életévét, jelentkezett az akkoriban – az állami rendelkezések miatt – csak illegalitásban működő Szociális Testvérek Társaságába, ahol jelentkezését elfogadták. 1961-ben érettségizett, kitűnő eredménnyel.
Érettségijét követően jelentkezett a Kertészeti Egyetemre, ahová – világnézeti okokból – nem vették fel. Egy éven át a sasadi termelőszövetkezetben dolgozott, majd egy újabb évet egy hetes bölcsődében. Ezt követően sikerült elvégeznie egy hároméves diétás-nővér képző iskolát, ahol 1965-ben kapta meg oklevelét.
Eközben sem szakadt meg a Társasággal a kapcsolata, hetente járt társulati anyagot tanulni, és emellett családokhoz járt hittant tanítani. Idővel a Társaság fiatalabb tagjainak tartott rendszeresen lelki napot és lelkigyakorlatokat.
A nővérképző elvégzése után az Uzsoki Utcai Kórházban lett diétanővér, majd helyettes élelmezésvezető, végül élelmezésvezető. 
1966-ban tette le első fogadalmát a Szociális Testvérek Társaságában, ismét csak titokban.
A hatvanas-hetvenes években többször jár Kelet-Németországban. Lelkileg sokat kapott az ott szabadabban működő katolikus egyháztól és sokat merített a magyarországinál jóval gazdagabb és színvonalasabb katolikus könyvkiadás termékeiből. Ekkor kezdődött fordítói tevékenysége. Ezekben az években, néhány társával együtt, kapcsolatot alakított ki a Társulat Erdélyben élő tagjaival is.
1973-ban tett örök fogadalmat. Ebben az évben hívták meg az alakuló telefonos lelki elsősegély szolgálathoz, amivel kapcsolatban pszichológiai képzésben is részesült. Innen egy idő után a BM utasítására távoznia kellett.
1974-től a rendőri zaklatások miatt munkahelyet változtatott, és János Kórház tüdőosztályán kezdett dolgozni. A hetvenes évek második felében folyamatos rendőri zaklatások érték ugyan, de ezek az évek egyúttal a karizmatikus megújulási mozgalmakkal, a Regnummal, a Fokoláre mozgalommal való megismerkedés és kapcsolatteremtés idejét is jelentették számára. A hetvenes évek végén hallgatója lett a Szegeden a civil fiatalok részére indított titkos teológiai főiskolának.
Az 1979-es társasági káptalant követően novíciusmesterré nevezték ki.
1980-tól az Amerikai úti Idegsebészeten volt dietetikus és közben felsőfokú végzettséget szerzett az Egészségügyi Főiskola dietetika szakán, és Budapesten a Hittudományi Akadémia Levelező Tagozatán befejezte a Szegeden titokban kezdett teológiai tanulmányokat is.
A nyolcvanas évek második felében egyre aktívabban vett részt a fokozatosan szabadabbá vált egyházi életben. A Társaság lapját, a Lélek Szavát, kezdetben még szamizdatként, később pedig nyíltan jelentették meg, s megjelent első verseskötete is (Mélységek és Magasságok).
A rendszerváltozást követően jelentős szerepe volt az egyházmegyei karitász- és szociális munkás-képzés megszervezésében. 1990-től tagja lett az európai bencés közösségek kétévente ülésező magiszter-gyűlésének (Magistertagung), tagja volt a nemzetközi felnőttképző szervezet, a FEECA szociális bizottságának és az 1994-es ENSZ világtalálkozó magyar nemzeti bizottságának. Elindította és éveken keresztül vezette a Katolikus Nőfórumot, és aktív tagja volt a Magyar Katolikus Püspöki Konferencia Családbizottságának.
1996-ban a Társaság helyettes elöljárójának választották. Ugyanettől az évtől a Magyar Katolikus Püspöki Konferencia Világiak Irodája és a Hivatásgondozó Intézet munkatársa lett.
2004-től a Szociális Testvérek Társasága magyarországi előjárója volt (2012-ig), 2006-tól pedig a Magyarországi Rendfőnöknői Konferencia elnöke.

## Elismerései
- A Magyar Érdemrend középkeresztje, polgári tagozat (2012)[2]

## Művei

### Könyvek
- Mélységek és magasságok; Taliga Transz Szövetkezet, Bp., 1989
- Aranyhíd: meditációk, imák, versek, Kiadó: Budapest, Új Ember, 2005
- Egyidejűségek – egybesimulások : Egy rendhagyó női hivatás kibontakozása [a szöveget gond. Balázs István], Kiadó: Budapest, Új Ember, 2003
- Gyöngyháztöredék, 1988–1998; Szociális Testvérek Társasága–Korda, Bp.–Kecskemét, 1998

### Rövidebb írások
- A szabadkőművesség: a pápáknak fenntartott bűn; In: Igen. – 5. (1993) 20., p. 19-20.
- Szellemi hulladékok importja; In: Igen. – 5. (1993) 22., p. 19-20.
- Jól nézünk mi ki! : segítő kapcsolat különböző élethelyzetekben; In: A nevelésről..., a szabadságról..., a szentről : [tanulmányi napok 1996-1997-1998] / [szerk. Bánlaky Éva, Karczub Gyula]. – Budapest : Faludi Akad. : Katolikus Pszichológusok Baráti Köre, 1999, p. 219-226.
- Lélekben és igazságban; In: Távlatok. – 19. (1994), p. 538-543.
- Milyen vagyok? In: Vigilia. – 74. (2009) 5., p. 393.